# Amfiprostylos

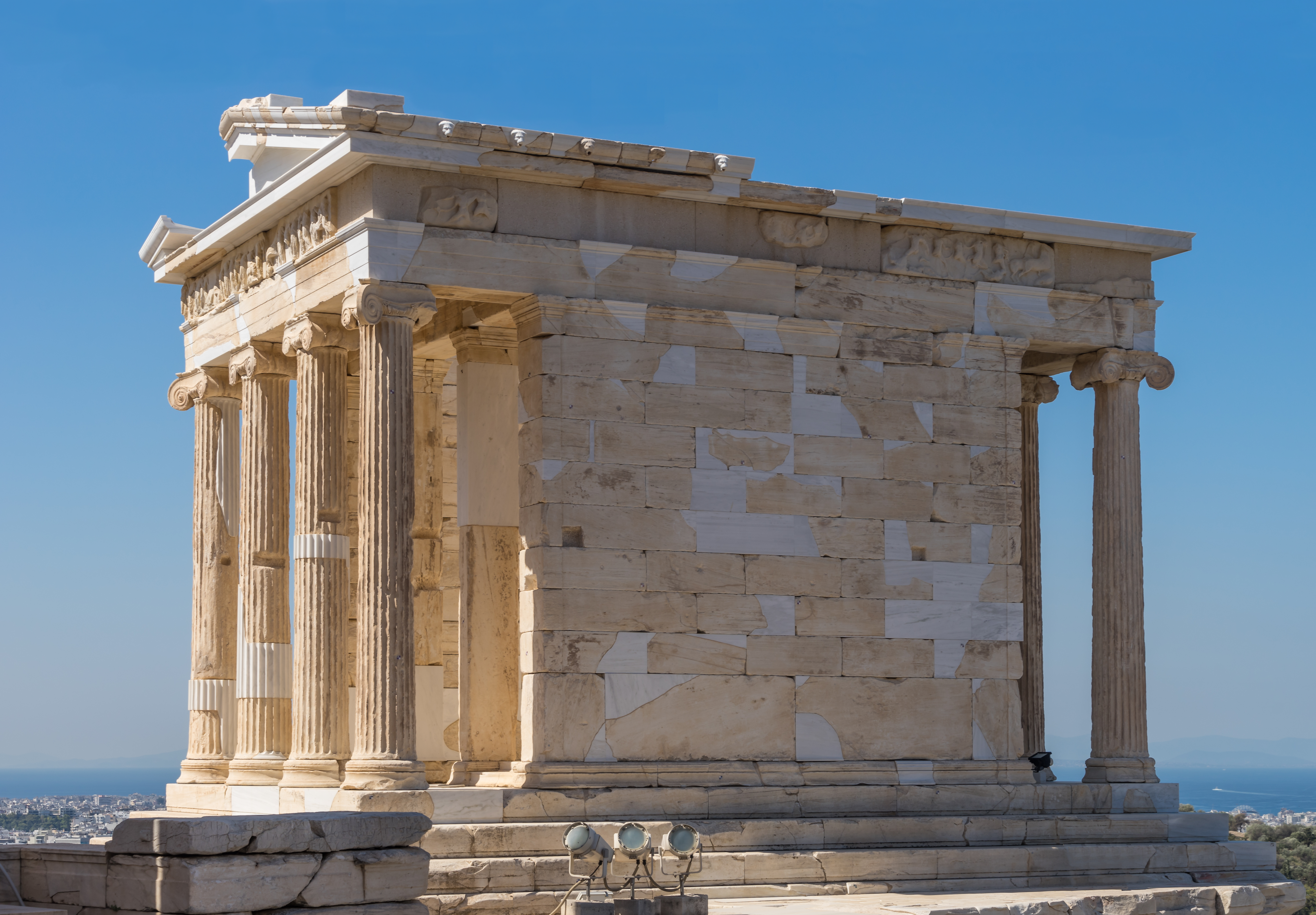
Athena Niketemplet i Aten utgör ett exempel på ett amfiprostylt tempel.

3D-animation av Athena Niketemplet i Aten.

Amfiprostyl kallas den grekiska tempelform som har en kolonnrad framför vardera kortsidan men inte några kolonner på längdsidorna.

### Webbkällor
- ”Amphiprostyle”. Merriam-Webster. https://www.merriam-webster.com/dictionary/amphiprostyle. Läst 7 juli 2020.